# 興國廣聖太后
興國廣聖太后（越南语：／，?—?），是越南前黎朝時期第一任皇帝黎桓的夫人，中宗黎龍钺、卧朝皇帝黎龍鋌的母亲。
興國廣聖太后是初侯夷（一作祗候妙）的女儿，天福三年（982年）册封五个皇后：大胜明皇后杨云娥、奉乾至理皇后、顺圣明道皇后、郑国皇后、范皇后，不详興國廣聖太后是对应哪一位皇后。天福四年（983年）生黎桓第三子黎龙钺，天福七年（986年）生黎桓第五子黎龍鋌。應天二年（1005年），黎桓死后，黎龍钺、黎龍鋌先后称帝，尊生母为兴国广圣皇太后。